# Spisak kasetnih bombi
Ovo je kompletan spisak kasetnih bombi. Nedostaje deo (smart) pametnih kasetnih koji je zadnjih godina proizveden. Kompletan spisak svih vrsta kasetnih bombi sortiran po zemljama možete pogledati ovde Архивирано на веб-сајту  (12. јул 2022). Pri kraju ovog dokumenta, počev od 116 strane napravljene su tabele i za svaku zemlju proizvođača navedeno je koji je to sistem, onda koju bombicu koristi taj sistem, to jest daje uvid u poseban naziv za te bombice. A za neke zemlje poput Amerike posebno daje i  koji kontejner koristi ta bombica i koji je to sistem. Ovde nije napravljen kompletan popis Američkih CBU  sistema kasetnih iz razloga što bi to mnogo zbunjivalo obične čitaoce. Na primer neki CBU kao na primer CBU 87 ima dodatne oznake a, a/b, b, c, b/c i tako dalje. Ako bi uz Svaki CBU stavljali na primer CBU 87A ili CBU 87A/B ili CBU 87C i tako dalje, to bi bio veoma dug spisak svih vrsta i varijanti i ujedno delovalo bi zbunjujuće, zato je ovde postavljen samo jedan sistem. Ako bi se neki od tih sistema obrađivao, onda u okviru tog članka bi trebalo da bude objašnjeno šta one dodatne oznake znače u tim svim varijantama.

## Argentina
- CME-155 mm
- Type 68

## Australia
- Karinga
- CBU-58c

## Belgija
- M514A1
- NR 269 155 mm
- Type 68

## Brazil
- BLG-120
- BLG-204
- BLG-252
- AVIBRAS
- ASTROS
- FZ-100 70 mm
- BAPI - Bomba za uništavanje avio pista *

## Češka
- ICM EEK

## Čile
- CB-130
- CB-250 K
- CB-500
- CB-500 K
- CB-500 K2
- CB-770
- WB-250-F
- WB-500-F
- PM-1

## Egipat
- Sakr- 18 / Sakr-45
- Sakr-36
- M42D
- M26A1
- Grad 122 mm

## Francuska
- ACED
- Alkan
- Apache
- BAP 100 *
- Matra Durandal *
- BLG 66 Beluga
- BM400
- OGRE
- OGR 155 mm

## Grčka
- 24G
- M49
- GRM-49 155 mm
- GRM20

## Holandija
- M483A1
- M864 155 mm

## Hrvatska
- M93 120 mm

## Indija
- Pinaka 214 mm
- DRDO SAAW *

## Irak
- Al Fat’h
- NAAMAN-250
- NAAMAN-500
- Ababil

## Iran
- PROSAB-250
- Shahab-2
- Grad 122 mm

## Italija
- AR-4 Termos bomba
- APAMB
- RS6A2
- RB63 155 mm
- S6A2
- S6A2 81 mm
- S12B 120 mm
- S12B
- M 26

## Izrael
- ARC-32
- ATAP-300
- ATAP-500
- ATAP-1000 RAM
- BARAD
- TAL-1
- TAL-2
- RAM
- CL3677
- CL3013-C
- CL3046
- CL3131
- CL3153
- CL3115
- CL3150
- CL3162
- CL3109
- CL3013-G-A2
- CL3013-U-A2
- CL3014
- CL3046-A1
- CL3144
- CL3240
- CBU-58
- GRADLAR 122 mm/160 mm
- M 85

## Japan
- M 26
- M26A1
- M261
- M483A1

## (bivša) Jugoslavia
- KPT-150
- FAB 275
- FAB 275 M91
- RAB 120
- PRAB 250J
- PAT-794 155 mm
- 3-O-23 152 mm
- M77 Oganj
- Orkan M-87 262 mm

## Južna Koreja
- KA-310
- M261
- KCBU-58B

## Južnoafrička Republika
- CB-470 Kasetni dispenzer[1][2]
- NR-269
- M2001  155 mm
- TIEKIE

## Kina
- BM-21
- Type-2
- Type-59
- Type-62 / 66
- Type-63
- Type-81 / 90A
- Type-83
- Type 84
- Type-90A
- Type 200A *
- Type W01
- WM-80
- WS-1
- WS-1B
- WS-1E
- WS-2
- MZD-2
- BL-755 clone

## Nemačka
- SD-1
- SD 2
- AB 23
- AB 250-2
- AB 250-3
- AB 500-1
- AB 500-1B
- AB 500-3A
- AB 70-D1
- BDC 10
- 155 mm FA
- MW-1/DWS-24/39
- MV-1
- DM702
- DM702A1
- M26 227 mm
- SMArt-155

## Pakistan
- M483A1 155 mm

## Poljska
- ZK-300 Kisajno
- LBKas-250
- Hesyt-1
- KMGU
- M-21FK “FENIKS-Z 122 mm"

## Rumunija
- CG-540
- CG-540-ER
- CL-250
- LAR-160

## Rusija
- Drelj

## Severna Koreja
- RBK-500

## Singapur
- artiljerijske kasetne 155 mm, koja sadrži 64 kom. podmunicije (nema informacije o nazivima)
- Minobacačka kasetna 120 mm, koja sadrži 25 kom. podmunicije (nema informacije o nazivima)

## Sovjetski Savez i Rusija
- AO-1SCh
- AO-2.5 APAM
- AO-2.5-2 APAM
- ODS-OD FAE
- OFAB 2.5 APAM
- OFAB-50 APAM
- RRAB-3
- PROSAB
- Prosab-250
- PTAB
- PTAB-1M
- PTAB 2.5
- PTAB 2.5M
- PTAB-2.5M HEAT
- ZAB 2.5
- ShOAB-0.5
- BetAB
- SPBE-D
- SPBE-D SFW
- RBK-100
- RBK-250
- RBK-250-275 AO-1SČ
- RBK-250-275 AO-2.5SČ
- RBK-250 ZAB-2.5
- RBK-250 PTAB-2.5
- RBK 250-170 MA-3
- RBK-250-275
- RBK-500
- RBK-500U Drelj
- RBK-500 SPBE-D
- RBK-500 SPBZ
- RBK-500 BETAB-20
- RBK-500 AO-2.5RT
- RBK-500 AO-2.5RTM
- RBK-500-375 AO-10
- RBK-500 PTAB-1
- RBK-500 ŠOAB-0.5
- RBK-500 ŠOAB 0.5M
- RBK-500 ZAB-2.5SM
- RBK-500-255 PTAB-10-5
- RBK-500-255 PTAB-2.5
- RBK-500 ODAB-20
- RBK-750
- RBK-SPBE
- KMGU
- RBS-100AO-25-30
- RBS-100AO-25-33
- BKF PTM-1
- BKF PTM-3
- BKF ODS-OD
- BKF POM-2
- BKF POM-1
- BKF POM-SV
- BKF PTAB-2.5
- BKF AO-2.5RT
- BKF AO-2.5RTM
- BKF PTAB-1M
- BKF AS
- 9M218
- 9M22M / 9M217
- 9M27K
- 9M27K5
- 9M55K1
- 9M55K2
- 9N218K1 / 9M27K1
- 9N139 / 9M55K / 9M525
- 9N152  /SPBE-D
- 9N176 / 9M55K5 / 9M531
- 3VO13
- 3VO14
- 3VO23 / 3VO28 / 3VO30
- 3-O-13
- 3-O-14
- 3-O-23
- Grad (9M217)
- Grad (9M218)
- Uragan (9M27K)
- Smerč (9M55K)
- Smerč (9M55K1)
- Smerč (9M55K5)
- R-65/70 Luna M (FROG-7)
- Iskander / SS-21
- Iskander (SS-26)

## Slovačka
- M 26
- AGAT
- JRKK–AGAT 122 mm
- PAT-794
- Trnovik (3O23)
- FOBOS

## Španija
- MAT-120
- ABL-250
- BME-330 B / AP
- BME 330 C
- BME 330 AT
- BME 330 AR
- BME 330 AR C
- Teruel
- ESPIN-21

## Švajcarska
- M-109
- M-109 Kawest 155 mm
- MP-98 120 mm
- SEN-155
- KaG-88
- KaG-88 155 mm
- KaG-88/99 155 mm
- KaG-90
- KaG-90 155 mm
- KaG-88 / 98
- MP-98

## Švedska
- BK-90 Mjolner
- BONUS
- Bombkapsel 90

## Turska
- TRK-122 122 mm
- MOD258
- M396 155 mm
- M483A1 155 mm

## Ujedinjeno Kraljevstvo
- M26
- M261
- M483
- JP-233 *
- IBL-755
- BL-755
- RBL-755
- L20A1

## USA
- M26
- M26 MLRS
- M26A1 MLRS
- M27
- M28
- M29
- M30
- M33
- M34
- M39
- M43
- M44 generator kasetne
- M69 zapaljiva kasetna
- M83 Leptir kasetna bomba
- M114 kasetna bomba
- M115 kasetna bomba
- M125 kasetna bomba
- M134 kasetna bomba
- M138 kasetna bomba
- M139 kasetna bomba
- M143 kasetna bomba
- M158
- M261
- M261 MPSM
- M404
- M413
- M444
- M449
- M449 APICM
- M449A1 APICM
- M453
- M483 / M483A1
- M509
- M864
- M867
- M915
- M916
- M964
- MK15
- MK19
- MK20
- MK22
- MK172
- DAACM
- FAE-II
- XM982
- CBU-1
- CBU-2
- CBU-3
- CBU-7
- CBU-11
- CBU-12
- CBU-13
- CBU-14
- CBU-15
- CBU-16
- CBU-18
- CBU-19
- CBU-22
- CBU-23
- CBU-24
- CBU-25
- CBU-28
- CBU-29
- CBU-30
- CBU-33
- CBU-34
- CBU-38
- CBU-41
- CBU-42
- CBU-43
- CBU-46
- CBU-49
- CBU-50
- CBU-51
- CBU-52
- CBU-54
- CBU-55
- CBU-57
- CBU-58
- CBU-59
- CBU-60
- CBU-62
- CBU-63
- CBU-68
- CBU-70
- CBU-71
- CBU-71A/B
- CBU-72
- CBU-74
- CBU-75 Sadeye
- CBU-76
- CBU-77
- CBU-78 Gator
- CBU-81
- CBU-87 CEM
- CBU-88
- CBU-89 Gator
- CBU-92
- CBU-94
- CBU-97 SFW
- CBU-98
- CBU-98/B (DAACM)*
- CBU-99
- CBU-100
- CBU-102
- CBU-103
- CBU-105
- CBU-107
- CBU-109
- CBU-113
- CBU-115
- CBU-130
- E14 kasetna bomba
- E23 kasetna bomba
- E48 kasetna bomba
- E61 kasetna bomba sa antraksom
- E86 kasetna bomba
- E96 kasetna bomba
- E120 kasetna bomba
- E133 kasetna bomba
- RGM/UGM-109D
- AGM-109H
- AGM-130B
- AGM-154A
- ATACMS 1
- ATACMS 1A
- Honest John
- Lance
- BLU-107 *

Napomena: Zvezdice označavaju bombe koje u pravom smislu nisu prave kasetne bombe nego su po nekim karakteristikama slične kasetnim bombama i služe za uništavanje avio pista, gde mora više desetina tih bombi da se ispali da bi se jedna pista uništila i time onemogućilo brzo popravljanje piste.

## Spoljašnje veze
- (језик: енглески) Global Security